# Ratpenat cuallarg de l'illa Pemba
El ratpenat cuallarg de l'illa Pemba (Mops bakarii) és una espècie de ratpenat de la família dels molòssids. És endèmic de l'illa Pemba.

## Descripció

### Dimensions
És un ratpenat de petites dimensions, amb una llargada total de 87–105 mm, els avantbraços de 34–38 mm, la cua de24–33 mm, els peus de 8–11 mm, les orelles de 15–17 mm i un pes de fins a 18,5 g.

### Aspecte
El pelatge és curt. Les parts dorsals són de color marró fosc amb la base dels pèls blanca, a vegades són presents taques blanquinoses, mentre que les parts ventrals són marrons clares amb la base dels pèls groga i la punta blanc-grisenca. El musell no és extremament aplanat, el llavi superior té 6-7 plecs ben distints i està cobert de curtes cerres. Les orelles estan unides anteriorment per una membrana en forma de V que s'estén cap endavant fins a formar una bossa amb l'obertura anterior. El tragus és petit i amagat darrere l'antitragus, que és gran i rectangular. Les membranes alars són negrenques. La cua és llarga i robusta i s'estén més de la meitat més enllà de l'uropatagi.

## Biologia

### Comportament
Es refugia a les cavitats dels arbres, les piles de roques i les coves marines. Comparteix hàbitats amb el ratpenat cuallarg petit africà.

### Alimentació
S'alimenta d'insectes.

## Distribució i hàbitat
Aquesta espècie és coneguda només al bosc d'Ngezi, a la part septentrional de l'illa de Pemba, davant de la costa de Tanzània.
Viu als boscos.

## Estat de conservació
Com que fou descoberta fa poc temps, l'estat de conservació d'aquesta espècie encara no ha estat avaluat formalment.